# Мирослав Мишковић
Мирослав Мишковић (Бошњане, 5. јул 1945) српски је предузетник, инвеститор и публициста. Власник је предузећа Delta Holding.

## Биографија
Рођен је од оца Ђорђа и мајке Вере у селу Бошњане, где је завршио средњу економску школу. Преселио се у Београд и дипломирао на Економском факултету у Крагујевцу 1971. године.
У раној младости кратко се бавио атлетиком. Радио је у Југобанци и Трајалу из Крушевца до 1977, да би отишао у Хемијску индустрију Жупа где је прво био директор финансијског сектора, а затим потпредседник Пословодног одбора за финансије, да би постао генерални директор компаније 17. јануара 1987. године. На тој позицији је остао до 31. децембра 1989, када је изабран за потпредседника Извршног већа СР Србије, али је ту функцију вршио само шест месеци.
У међувремену, Мишковић је основао компанију Delta M, која је постала врло успешна наредних година, током ратова на простору некадашње Југославије и током режима Слободана Милошевића са којим је био близак. Убрзо потом оснива банку Delta Banka (продата -и, 2004) која постаје значајан део Delta Holding-а која се бави агробизнисом, дистрибуцијом, развојем имовине, осигурањем и др.
Мишковићева повезаност са Слободаном Милошевићем никада није била јавна, осим у периоду учешћа у влади. После Петог октобра Мишковић је био повезиван са Душаном Михајловићем, министром полиције и једним од лидера ДОС-а.
Мишковић је био отет 9. априла 2001, од стране Земунског клана али је ослобођен следећег дана. Процена је да је за откуп плаћено око 7 милион немачких марака, а да су отмичари били иста лица која су касније извршила атентат на премијера Србије Зорана Ђинђића.
Сматра се једним од најбогатијих људи у Србији, са богатством од око две милијарде долара (2007), према подацима пољског магазина Впрост који сваке године објављује списак 100 најбогатијих људи посткомунистичких земаља, Мишковић је на 42. месту, а према извештају за 2008. годину је на са капиталом од 2,8 милијарди америчких долара. Према извештају америчке амбасаде у Београду из 2007. године, који је обелоданио Викиликс, Мирослав Мишковић је своје богатство стекао на нелегалан начин 90тих година 20. века.
Мишковић је 12. децембра 2012. приведен заједно са сином Марком и још осам особа у вези са приватизацијом неколико јавних предузећа за одржавање путева 2005. године током које су осумњичени наводно „противправно остварили добит“ од око 30 милиона евра (38,98 милиона долара). Мишковић и Мило Ђурашковић, који је такође ухапшен, били су „сувласници у приватизованих путарских предузећа од 2005. до 2010. године” и „узурпирали су новац и имовину тих предузећа у вредности од око 2,87 милијарди тадашњих динара”, навео је специјални тужилац за организовани криминал Србије у изјави за телевизију и додао да је партнерство између њих двојице отпочело 2005. године када је Мишковићева кипарска компанија Hemslade Trading Ltd. купила предузеће за одржавање путева у Београду за 23 милиона евра. Мишковић је пуштен из притвора 22. јула 2013. године, након што је положио јемство у износу од 12 милиона евра. У марту 2016. године Виши суд у Београду га је ослободио оптужби за злоупотребу службеног положаја, али је проглашен кривим за помагање и подржавање у утаји пореза. Апелациони суд у Београду је у жалбеном поступку потврдио пресуду првостепеног суда којом је Мишковић ослобођен оптужбе за злоупотребу службеног положаја, али је предмет враћен првостепеном суду на поновно суђење у вези са оптужбом за утају пореза. Фебруара 2022. Мишковића је Апелациони суд ослободио оптужби за утају пореза, и оредио надокнау у висини од 30 милиона евра, тако да се читав процес сматра договореним политичким марекетингом.
Написао је књигу Ја, тајкун. Октобра 2024. објавио је књигу Тајне заната.
Одликован је Орденом Светог Саве.